# Krzywdy (Pogórze Izerskie)
Krzywdy (492 m n.p.m.) – wzniesienie w południowo-zachodniej Polsce, w Sudetach Zachodnich, na Pogórzu Izerskim.		
Wzniesienie położone jest w południowo-wschodniej części Pogórza Izerskiego, w  środkowej części Wzgórz Radoniowskich, pomiędzy miejscowościami Chmieleń, Popielówek, Pasiecznik i Janice.
Krzywdy są najwyższym wzniesieniem Wzgórz Radoniowskich.
Podłoże wzniesienia stanowi blok karkonosko-izerski (metamorfik izerski), zbudowany z gnejsów i granitognejsów, głównie gnejsów oczkowych.
Ze zboczy roztaczają się panoramy na okoliczne miejscowości i oddalone pasma górskie.